# Boyd Bushman
Boyd B. Bushman (sinh ngày 20 tháng 7 năm 1936 tại Globe, Arizona – mất ngày 7 tháng 8 năm 2014 tại Tucson, Arizona) là nhân vật người Mỹ nhiều lần tự nhận mình là kỹ sư cấp cao ngành hàng không vũ trụ từng làm việc tại các hãng Lockheed Martin, Texas Instruments và Hughes Aircraft. Ông đã có lời tuyên bố gây sốc trước khi qua đời rằng UFO và người ngoài hành tinh có thật ngoài đời hiện đang bí mật làm việc cho chính phủ Mỹ.

## Tiểu sử

### Nghiên cứu khoa học
Trên kênh Youtube của mình, vị chuyên gia tiếng tăm từng làm việc cho Khu vực 51 huyền thoại của Mỹ khẳng định UFO đang ở trên Trái Đất này. Đối với những người trong ngành, ông Bushman không phải ai xa lạ. Ông chính là người sở hữu rất nhiều bằng sáng chế khi làm việc cho các nhà thầu quốc phòng như Lockheed Martin, Hughes Aircraft và một số công ty trong lĩnh vực công nghệ vũ trụ với hơn 40 năm làm việc.
Các bằng sáng chế của ông có thể kể ra như ổ đĩa từ tính, hệ thống phát hiện bức xạ nhiệt và là một trong những người phát minh tên lửa Stinger, loại tên lửa phòng không đóng vai trò quan trọng trong vô số các cuộc xung đột diễn ra suốt ba thập niên qua. Cho nên, những tuyên bố đến từ một người như ông Bushman đã gây ra một làn sóng bàn tán, vì có khả năng rất cao nó là sự thật. Trước khi qua đời, ông Bushman đã làm một đoạn video dài 33 phút, chia sẻ thành thực những gì đã xảy ra bên trong Khu vực 51, vùng đất được các tín đồ UFO cho là nơi cất giấu bí mật về người ngoài hành tinh. Và video này đã tạo nên một kỷ lục mới về lượt xem và chia sẻ trong suốt cả mấy tuần sau đó.

### UFO và người ngoài hành tinh
Đây không phải lần đầu tiên một chuyên gia của nhà thầu quân sự Lockheed Martin từng đưa ra thông tin về phi thuyền của người ngoài hành tinh. Nhiều năm trước, ông Ben Rich, che đẻ của chương trình máy bay tàng hình, từng gây ngạc nhiên và xôn xao dư luận khi cam đoan tuyên bố rằng có sự tồn tại của người ngoài hành tinh và công nghệ UFO.
Trong đoạn video xuất hiện trên Youtube đầu tháng 10 năm 2014, ông Bushman cho biết Mỹ có những người thuộc bộ phận UFO làm việc tới 24 giờ mỗi ngày. Hãng tin RT và Daily Mail trích dẫn lời tường thuật của ông như sau: "những người ngoài Trái Đất này tới từ một hành tinh mang tên Quintumnia, cách địa cầu khoảng 68 năm ánh sáng nhưng công nghệ ở nơi đó cho phép phi thuyền hoàn tất cuộc hành trình đến Trái Đất trong vòng 45 năm". Ông kể tiếp "Tàu du hành của họ có hình dạng giống đĩa bay, với đường kính 11.5m, chở theo 18 người ngoài hành tinh, chiều cao trung bình 1.5m, một số đã 250 năm tuổi, và hiện vẫn làm việc cho chính phủ Mỹ. Bề ngoài của họ không khác những hình ảnh thường thấy trong tiểu thuyết và phim viễn tưởng, như ngón tay dài, gấp 30% so với tay người, chân 5 ngón, kết lại nhờ lớp màng. Họ có 3 xương sườn ở mỗi bên và 3 cột sống. Người ngoài hành tinh trao đổi với nhau  thông qua thần giao cách cảm". Thậm chí, nhà khoa học này còn trưng ra những hình ảnh về người ngoài hành tinh làm bằng chứng thuyết phục người xem.
Thoạt nghe có vẻ hoang đường, nhưng ông Bushman nói trong đoạn video rằng, bằng một cách nào đó, Khu vực 51 có một đường băng đặc biệt kết nối với không gian. Và ông cũng tuyên bố phản trọng lực là một trong những công nghệ mà chính phủ Mỹ đã học được từ người ngoài hành tinh và đang che giấu. Cũng theo ông Bushman nói, Khu vực 51 từng hợp tác với Nga và Trung Quốc để phát triển công nghệ này. Tiến sĩ Bushman cũng tiết lộ ông từng bị nhân viên an ninh Mỹ dọa giết và họ cố gắng làm mất uy tín ông để ngăn chặn việc nhà khoa học công bố chuyện này với công chúng.

## Phản ứng trái chiều
Tuyên bố của ông ngay từ khi mới được tung ra đã nhận được những phản ứng trái chiều. Ở phía các tín đồ UFO, họ dĩ nhiên rất hài lòng và vui mừng vì tin tức này, vì đây là sự thật mà họ đã chờ đợi bấy lâu nay. Nhưng cũng có nhiều người cười nhạo, cho rằng đây là một "trò đùa cuối đời" của ông Bushman.  Họ đưa ra lý lẽ rằng những người ngoài hành tinh do Bushman trưng ra có vẻ giống những con búp bê được bán trong các cửa hàng đồ chơi vài năm trước.
Nigel Watson, tác giả cuốn Cẩm nang điều tra UFO trả lời tờ Daily Mail, cho rằng những tiết lộ của ông Bushman dường như rất đáng tin cậy, vì không có lý do gì để một người dựng chuyện vu vơ trước khi chết. "Tuy nhiên, chúng ta vẫn cần có những chứng cứ về vật chất để củng cố các tuyên bố về UFO", ông thận trọng nói thêm. "Chúng ta không biết liệu Bushman đang bị ảo tưởng hay đó là sự thật nhưng chắc chắn một điều rằng, nhà khoa học này tin vào những lời mình nói". Sau cùng, những tuyên bố này của ông Bushman về cơ bản tương tự với những tuyên bố xuất hiện trước đó trên chương trình Billion Dollar Secret của kênh Discovery Channel năm 1999, một chương trình có mục đích vạch trần việc che đậy các trường hợp UFO của chính phủ.
Một cuộc điều tra sâu hơn của trang tin tức Quebec TVQC đã chứng minh rằng những bức ảnh do ông Bushman cung cấp thực ra chỉ là những bức tượng nhỏ bằng nhựa do công ty đồ chơi HalloweenFX sản xuất, về sau mới được tờ San Antonio Express News xác nhận. Một nguồn tin khác lưu ý rằng không có cáo phó nào cho bất kỳ ai có tên Boyd Bushman từ tháng 8 cho đến khi ông ấy được cho là qua đời và rằng một người có tên đó không được liệt kê trong danh sách tử vong an sinh xã hội. Trong một bài báo riêng đăng trên trang web của Whitley Strieber, người ta nói rằng cá nhân tự xưng là Bushman đã đưa ra những tuyên bố tương tự vào năm 2012, nhưng những tuyên bố này bị bác bỏ do ông tỏ ra mập mờ khi được hỏi chi tiết và bằng chứng về nghiên cứu của mình. Trang web kiểm chứng truyền thuyết thành thị Snopes nhận định "tuyên bố của cựu kỹ sư Lockheed Martin Boyd Bushman về việc có bằng chứng về sự tiếp xúc của con người với sự sống ngoài Trái Đất trước khi ông qua đời vào tháng 8 năm 2014" là sai lầm.